# Республиканские газеты СССР
Республиканские газеты СССР — газеты СССР, являвшиеся печатными органами коммунистических партий Союзных республик и республиканских органов Советской власти.

## Газеты Союзных республик
| Республика          | Название в конце 1980-х либо в момент упразднения | Язык                    | Годы издания                  | Исторические названия                                                                             | Современное название (2010 г.) |
| ------------------- | ------------------------------------------------- | ----------------------- | ----------------------------- | ------------------------------------------------------------------------------------------------- | ------------------------------ |
| Азербайджанская ССР | Бакинский рабочий                                 | русский                 | 1906, 1908, 1917—1918, с 1920 | Азербайджанская беднота (1920)                                                                    | Бакинский рабочий              |
| Азербайджанская ССР | Коммунист                                         | азербайджанский         | с 1919                        | ?                                                                                                 | Xalq qəzeti                    |
| Азербайджанская ССР | Կոմունիստ (Коммунист)                             | армянский               | 1920—1990 (?)                 | ?                                                                                                 | нет                            |
| Азербайджанская ССР | Lenins Weg                                        | немецкий                | 1932—1936 (?)                 | нет                                                                                               | нет                            |
| Азербайджанская ССР | Baku eşcese                                       | татарский               | 1930—1938                     | нет                                                                                               | нет                            |
| Азербайджанская ССР | Kommunist                                         | татский                 | 1934—1938                     | нет                                                                                               | нет                            |
| Армянская ССР       | Коммунист                                         | русский                 | с 1934                        | ?                                                                                                 | Голос Армении                  |
| Армянская ССР       | Советакан Айастан                                 | армянский               | с 1920                        | Коммунист (1920—1921) Хорурдаин Айастан (1921—1940)                                               | Հայաստան (Айастан)             |
| Армянская ССР       | Совет Ермәнистаны                                 | азербайджанский         | 1921—1989 (?)                 | Ранчбар (1921—1925) Занга (1925—1928) Qьzьl Şәfeq (1929—1937) Kommunist (1937—1939)               | нет                            |
| Армянская ССР       | Р’йа т'әзә                                        | курдский                | 1930—1938, 1955—2006          | ?                                                                                                 | нет                            |
| Белорусская ССР     | Советская Белоруссия                              | русский                 | с 1927                        | Рабочий (1927—1937)                                                                               | Советская Белоруссия           |
| Белорусская ССР     | Звязда                                            | белорусский             | с 1917                        | Молот (1917) Буревестник (1917)                                                                   | Звязда                         |
| Белорусская ССР     | Октябер                                           | идиш                    | 1917—1941                     | Дер векер (1917—1925)                                                                             | нет                            |
| Белорусская ССР     | Orka                                              | польский                | 1926—1937                     | нет                                                                                               | нет                            |
| Грузинская ССР      | Заря Востока                                      | русский                 | с 1922                        | Рабочий (1927—1937)                                                                               | Свободная Грузия               |
| Грузинская ССР      | კომუნისტი (Комунисти)                             | грузинский              | 1920—1990                     | ?                                                                                                 | ?                              |
| Грузинская ССР      | Совет Ҝүрҹүстаны                                  | азербайджанский         | с 1922                        | Ени фикир (1922—1927) Jeni kәnd (1927—1939)                                                       | Gürcüstan                      |
| Грузинская ССР      | Սովետական Վրաստան (Советакан Врастан)             | армянский               | с 1920                        | Кармир астх (1920—1923) Мартакоч (1923—1927) Пролетар (1927—1939) Хоррдаин Врастан (1939—1940)    | Վրաստան (Врастан)              |
| Грузинская ССР      | Koxә d Mәdinxә                                    | ассирийский             | 1928—1938                     | ?                                                                                                 | нет                            |
| Казахская ССР       | Казахстанская правда                              | русский                 | с 1920                        | ?                                                                                                 | Казахстанская правда           |
| Казахская ССР       | Социалистік Қазақстан                             | казахский               | с 1919                        | Ұшқын (1919—1920) Еңбек туы (1920—1925) Еңбекші қазақ (1925—1937)                                 | Егемен Қазақстан               |
| Казахская ССР       | 레닌기치 (Ленин кичи)                             | корейский               | с 1923                        | 뱅가드 (Сенбон, 1923—1938)                                                                        | 고려일보 (Корё ильбо)          |
| Казахская ССР       | Freundschaft                                      | немецкий                | с 1966                        | нет                                                                                               | Deutsche Allgemeine Zeitung    |
| Казахская ССР       | Коммунизм туғи                                    | уйгурский               | с 1957                        | ?                                                                                                 | Уйғур авази                    |
| Киргизская ССР      | Советская Киргизия                                | русский                 | с 1925                        | Батрацкая правда (1925) Крестьянский путь (195—1927)                                              | Слово Кыргызстана              |
| Киргизская ССР      | Советтик Кыргызстан                               | киргизский              | с 1924                        | Эркин тоо (1924—1927) Qьzьl Qьrƣьzьstan/Кызыл Кыргызстан (1927—1956)                              | Кыргыз туусу                   |
| Киргизская ССР      | Шийүәди чи                                        | дунганский              | 1932—1939, с 1957             | Дун Хуәщир (1932—1939) Сулян хуэйзу бо (1957—1958)                                                | Хуэймин бо                     |
| Киргизская ССР      | Кирғизистон ҳақиқати                              | узбекский               | с 1932                        | Коммунист (1932—1938) Пахта учун (1938—1940) Ленин йўли (1940—1957, 1960—1992)                    | Ўш садоси                      |
| Латвийская ССР      | Советская Латвия                                  | русский                 | 1919, 1940—1941, 1944—1991    | Наша правда (1919) Пролетарская правда (1940—1941)                                                | нет                            |
| Латвийская ССР      | Cīņa                                              | латышский               | с 1904                        | ?                                                                                                 | Neatkarīgā Rīta Avīze          |
| Литовская ССР       | Советская Литва                                   | русский                 | 1940—1941, с 1944             | Труженик (1940—1941)                                                                              | Эхо Литвы                      |
| Литовская ССР       | Tiesa                                             | литовский               | 1917—1991 (?)                 | ?                                                                                                 | нет                            |
| Литовская ССР       | Czerwony Sztandar                                 | польский                | с 1953                        | ?                                                                                                 | Kurier Wileński                |
| Молдавская ССР      | Советская Молдавия                                | русский                 | 1925—1990-е                   | Червоний орач (1925—1930) Соціалістична Молдавія (1930—1940)                                      | нет                            |
| Молдавская ССР      | Молдова сочиалистэ                                | молдавский              | с 1924                        | Плугарул рош (1924—1930)                                                                          | Moldova Suverană               |
| РСФСР               | Советская Россия                                  | русский                 | c 1956                        | нет                                                                                               | Советская Россия               |
| Таджикская ССР      | Коммунист Таджикистана                            | русский                 | с 1925                        | Советский Таджикистан (1925—1929)                                                                 | Народная газета                |
| Таджикская ССР      | Тоҷикистони Советӣ                                | таджикский              | с 1925                        | Иди Тоҷик (1925) Бедории Тоҷик (1925—1928) Tocikistoni surx/Тоҷикистони сурх (1928—1955)          | Ҷумҳурият                      |
| Таджикская ССР      | Совет Тожикистони                                 | узбекский               | с 1929                        | Қизил Тожикистон (1929—1955)                                                                      | Халқ овози                     |
| Туркменская ССР     | Туркменская искра                                 | русский                 | с 1924                        | ?                                                                                                 | Нейтральный Туркменистан       |
| Туркменская ССР     | Совет Түркменистаны                               | туркменский             | с 1920                        | تورکمەنستان/Tyrkmenistan (1920—1932) Şuralar Tyrkmenistanь (1932—1936)                            | Türkmenistan                   |
| Туркменская ССР     | Zәhmәt                                            | азербайджанский         | 1925—1935                     | Һамбал (1925)                                                                                     | нет                            |
| Туркменская ССР     | Bejraqe sorx                                      | фарси                   | 1932—1933                     | нет                                                                                               | нет                            |
| Узбекская ССР       | Правда Востока                                    | русский                 | с 1917                        | ?                                                                                                 | Правда Востока                 |
| Узбекская ССР       | Совет Ўзбекистони                                 | узбекский               | с 1918                        | Иштрокиюн (1918—1920) Қизил байроқ (1920—1922) Туркистон (1922—1924) Қизил Ўзбекистон (1924—1964) | Oʻzbekiston ovozi              |
| Узбекская ССР       | Bajroqi miⱨnat                                    | еврейско-таджикский     | 1925—1938                     | Рошнаи (1925—1930)                                                                                | нет                            |
| Узбекская ССР       | Eŋвek                                             | казахский               | 1930—1931                     | нет                                                                                               | нет                            |
| Узбекская ССР       | Ленин байрагъы                                    | крымскотатарский        | 1957—1991                     | нет                                                                                               | Янъы дюнья                     |
| Узбекская ССР       | Ҳақиқати Ӯзбекистон                               | таджикский              | с 1924                        | Овози тоджики камбагал Ӯзбекистони сурх                                                           | Овози тоҷик                    |
| Узбекская ССР       | Şəriq həqiqiti                                    | уйгурский               | 1927—1938                     | Қутулуш (1927—1932) Qynciqiş həqiqiti (1932—1936)                                                 | нет                            |
| Украинская ССР      | Правда Украины                                    | русский                 | с 1938                        | Советская Украина (1938—1944)                                                                     | Правда Украины                 |
| Украинская ССР      | Радянська Україна                                 | украинский              | с 1918                        | Коммунист (1918—1926) Комуніст (1926—1943)                                                        | Демократична Україна           |
| Украинская ССР      | Известия ВУЦИК                                    | украинский русский идиш | 1919—1941                     | Вісті ВУЦВК (1919—1941)                                                                           | нет                            |
| Украинская ССР      | Колективист                                       | болгарский              | 1924—1937                     | Сърп и чук (1924—1925) Съветско село (1926—1930)                                                  | нет                            |
| Украинская ССР      | דער שטערן (Дер Штерн)                             | идиш                    | 1919—1941                     | Комунистише фон                                                                                   | нет                            |
| Украинская ССР      | Die Wahrheit                                      | немецкий                | 1925—1937                     | Das neue Dorf (1925—1936)                                                                         | нет                            |
| Украинская ССР      | Głos Radziecki                                    | польский                | 1922—1941                     | Sierp (1923—1935)                                                                                 | нет                            |
| Эстонская ССР       | Советская Эстония                                 | русский                 | 1940—1996                     | ?                                                                                                 | нет                            |
| Эстонская ССР       | Rahva Hääl                                        | эстонский               | 1940—1995                     | ?                                                                                                 | нет                            |

## Газеты автономных республик
| Республика                                     | Название в конце 1980-х либо в момент упразднения | Язык                                                | Годы издания      | Исторические названия | Современное название (2010 г.)                     |
| ---------------------------------------------- | ------------------------------------------------- | --------------------------------------------------- | ----------------- | --- | -------------------------------------------------- |
| Абхазская АССР                                 | Советская Абхазия                                 | русский                                             | 1921—1991         | Голос Трудовой Абхазии (1921—1924) Трудовая Абхазия (1924—1926) | Республика Абхазия                                 |
| Абхазская АССР                                 | Аҧсны ҟаҧшь                                       | абхазский                                           | с 1919            | Аҧсны (1919—1921) | Аҧсны                                              |
| Абхазская АССР                                 | საბჭოთა აფხაზეთი (Сабчота Абхазети)               | грузинский                                          | 1937—1992 (?)     | ? | нет                                                |
| Абхазская АССР                                 | Κομυνιστις                                        | греческий                                           | 1932—1939         | Κοκινος καπνας (1932—1936) | нет                                                |
| Абхазская АССР                                 | (Мчита муруцхи)                                   | лазский                                             | 1929—1938         | ? | нет                                                |
| Аджарская АССР                                 | Советская Аджария                                 | русский                                             | 1921—?            | Батумский рабочий | ?                                                  |
| Аджарская АССР                                 | საბჭოთა აჭარა (Сабчота Аджара)                    | грузинский                                          | с 1921            | Уцкебеби (1921—1922) Пролетарули брдзола (1922—1923) Брдзола (1923—1924) Пухара (1924—1929) Сабчота Аджаристани (1929—1936)                                              | აჭარა (Ачара)                                      |
| Башкирская АССР                                | Советская Башкирия                                | русский                                             | 1906—1908, с 1917 | Уфимский рабочий (1906—1908) Вперёд (1917—1918) Известия Уфимского губернского революционного комитета (1918—1922) Власть труда (1922—1925) Красная Башкирия (1925—1951) | Республика Башкортостан                            |
| Башкирская АССР                                | Совет Башҡортостаны                               | башкирский                                          | с 1917            | Башҡорт иттифаҡы бюроһының мөхбире (1917) Башҡорт (1917—1919) Башҡортостан хәбәрҙәре (1919—1937) Qьđьl Başqortostan/Ҡыҙыл Башҡортостан (1937—1951)                       | Башҡортостан                                       |
| Башкирская АССР                                | Кызыл таң                                         | татарский                                           | с 1918            | Яңа авыл (1924—1930) Kommuna/Коммуна (1930—1941) | Кызыл таң                                          |
| Бурятская АССР                                 | Правда Бурятии                                    | русский                                             | с 1918            | Вестник Советов Прибайкалья Рабочий и крестьянин Красное Прибайкалье Прибайкальская правда Бурят-Монгольская правда                                                      | Правда Бурятии                                     |
| Бурятская АССР                                 | Буряад үнэн                                       | бурятский                                           | с 1921            | Buriaad-Mongol уnen/Бурят-Монголой үнэн (1921—1958) | Буряад үнэн                                        |
| Дагестанская АССР                              | Дагестанская правда                               | русский                                             | с 1918            | Дагестанский труженик Советский Дагестан (1920—1922) Красный Дагестан (1922—1932)                                                                                        | Дагестанская правда                                |
| Дагестанская АССР                              | БагӀараб байрахъ                                  | аварский                                            | с 1917            | ХӀалтӀулел чагӀи (1918—1920) БагӀараб байрахъ (1920—1921) БагӀарал мугӀрул (1921—1934) МагӀарул большевик (1934—1951) Дагъистаналъул правда (1951—1957)                  | XӀакъикъат                                         |
| Дагестанская АССР                              | Кәнд маjaкы                                       | азербайджанский                                     | с 1920            | Шураи Дагыстан (1920—1922) Дагыстан фукарасы (1922—1931) Kolxoz jolu (1931—1932) Lenin вajraƣь/Ленин байрағы/Ленин бајрағы (1932—1960)                                   | Dərbənd                                            |
| Дагестанская АССР                              | Ленина байрахъ                                    | даргинский                                          | с 1921            | Дарган Колхозла байрахъ Дагъистанна правда | Замана                                             |
| Дагестанская АССР                              | Ленин ёлу                                         | кумыкский                                           | с 1917            | Заман Мусават Ишчи халкъ Ал байракъ Дагъыстан фукъарасы | Ёлдаш                                              |
| Дагестанская АССР                              | Коммунист                                         | лезгинский                                          | с 1928            | Социализмдин пайдах (1943—1951) Дагъустандин правда (1951—1957) | Лезги газет                                        |
| Кабардино-Балкарская АССР                      | Кабардино-Балкарская правда                       | русский                                             | с 1921            | ? | Кабардино-Балкарская правда                        |
| Кабардино-Балкарская АССР                      | Ленин гъуэгу                                      | кабардино-черкесский                                | с 1921            | Социалистическа Къэбэрдей-Балкъэр (1935—1944), Къэбэрдэй пэж (1944—1957)                                                                                                 | Адыгэ псалъэ                                       |
| Кабардино-Балкарская АССР                      | Коммунизмге жол                                   | карачаево-балкарский                                | 1924—1944, с 1957 | Къарахалкъ (1924—1931) Ленинчи жол (1931—1944) | Заман                                              |
| Калмыцкая АССР                                 | Советская Калмыкия                                | русский                                             | с 1920            | Красный калмык | Советская Калмыкия                                 |
| Калмыцкая АССР                                 | Хальмг үнн                                        | калмыцкий                                           | 1920—1943, с 1957 | Улан хальмг | Хальмг үнн                                         |
| Каракалпакская АССР                            | Советская Каракалпакия                            | русский                                             | с 1919            | ? | ?                                                  |
| Каракалпакская АССР                            | Совет Қарақалпақстаны                             | каракалпакский                                      | с 1924            | (قاراقالپاق ٔيرکين (1924—1929 Mijnetkeş qaraqalpak (1929—1932) Qьzьl Qaqaqalpaqstan/Қызыл Қарақалпақстан                                                                  | Erkin Qaraqalpaqstan                               |
| Каракалпакская АССР                            | Амударё ҳақиқати                                  | узбекский                                           | с 1934            | Социализм йўли (1936—1957) | «Тараққиёт кўзгуси» (2012)                         |
| Карельская АССР Карело-Финская ССР (1940—1957) | Ленинская правда                                  | русский                                             | с 1917            | Коммуна (1920—1922) Карельская коммуна (1922) Красная Карелия (1922—1940) Ленинское знамя (1940—1955)                                                                    | Курьер Карелии                                     |
| Карельская АССР Карело-Финская ССР (1940—1957) | Neuvosto-Karjala                                  | финский (1920—1937, с 1940), карельский (1938—1940) | с 1920            | Karjalan kommuuni (1920—1923) Punainen Karjala (1923—1937) Советской Карелия (1938—1940) Totuus (1940—1955) Leninilainen totuus (1955—1956)                              | Karjalan Sanomat                                   |
| Коми АССР                                      | Красное знамя                                     | русский                                             | с 1918            | ? | Красное знамя                                      |
| Коми АССР                                      | Югыд туй                                          | коми                                                | с 1918            | Зырянская жизнь Удж Комисикт Вӧрлеԇыԍ/Вӧрлэдзысь Коми колхозник | Коми му                                            |
| Крымская АССР                                  | Крымская правда                                   | русский                                             | с 1918            | ? | Таврическая правда (1918) Красный Крым (1920—1952) |
| Крымская АССР                                  | Къызыл Къырым                                     | крымскотатарский                                    | 1918—1944         | Янъы дюнья | Янъы дюнья                                         |
| Марийская АССР                                 | Марийская правда                                  | русский                                             | с 1921            | ? | Марийская правда                                   |
| Марийская АССР                                 | Марий коммуна                                     | марийский                                           | с 1917            | Марий комун | Марий Эл                                           |
| Мордовская АССР                                | Советская Мордовия                                | русский                                             | с 1918            | Известия Саранского Совета рабочих, крестьянских и красноармейских депутатов Завод и пашня Красная Мордовия                                                              | Известия Мордовии                                  |
| Мордовская АССР                                | Мокшень правда                                    | мокшанский                                          | с 1924            | Од веле | Мокшень правда                                     |
| Мордовская АССР                                | Эрзянь правда                                     | эрзянский                                           | с 1921            | Якстере теште | Эрзянь правда                                      |
| Нахичеванская АССР                             | Советская Нахичевань                              | русский                                             | 1980—1991         | нет | нет                                                |
| Нахичеванская АССР                             | Совет Нахчываны                                   | азербайджанский                                     | с 1921            | Джаванлар хаяты (1921) Фугара сеси (1921—1922) Шəрг гапысы (1922—1980)                                                                                                   | Şərq qapısı                                        |
| Немцев Поволжья АССР                           | ?                                                 | русский                                             | ?                 | ? | ?                                                  |
| Немцев Поволжья АССР                           | Nachrichten                                       | немецкий                                            | 1918—1941         | Der Kommunist (1918—1919) | нет                                                |
| Северо-Осетинская АССР                         | Социалистическая Осетия                           | русский                                             | с 1917            | Красное знамя | Северная Осетия                                    |
| Северо-Осетинская АССР                         | Рæстдзинад                                        | осетинский                                          | с 1923            | ? | Рæстдзинад                                         |
| Татарская АССР                                 | Советская Татария                                 | русский                                             | с 1917            | Рабочий (1917) Знамя революции | Республика Татарстан                               |
| Татарская АССР                                 | Социалистик Татарстан                             | татарский                                           | с 1918            | Эш (1918—1920) Татарстан хәбәрләре Qьzьl Tatarstan/Кызыл Татарстан | Ватаным Татарстан                                  |
| Татарская АССР                                 | Ленин ялавӗ                                       | чувашский                                           | 1936—1960-е       | ? | нет                                                |
| Тувинская АССР                                 | Тувинская правда                                  | русский                                             | с 1924            | Красный пахарь (1924—1931) Новый путь (1931—1934) Вперёд (1934—1942) | Тувинская правда                                   |
| Тувинская АССР                                 | Шын                                               | тувинский                                           | с 1925            | Эрге чолээ бухий Тува (1925) Тыва араттың шыны (1925—1931) Şьn | Шын                                                |
| Удмуртская АССР                                | Удмуртская правда                                 | русский                                             | с 1917            | Известия Ижевского Совета рабочих, солдатских и крестьянских депутатов                                                                                                   | Удмуртская правда                                  |
| Удмуртская АССР                                | Советской Удмуртия                                | удмуртский                                          | с 1915            | Войнаысь ивор (1915) Удморт (1917—1918) Виль синь (1918) Гудыри (1918—1930) Удмурт коммуна (1930—1943)                                                                   | Удмурт дунне                                       |
| Удмуртская АССР                                | Lenin julь                                        | татарский                                           | 1933—1940         | нет | нет                                                |
| Чечено-Ингушская АССР                          | Грозненский рабочий                               | русский                                             | с 1917            | Товарищ | Грозненский рабочий                                |
| Чечено-Ингушская АССР                          | Сердало                                           | ингушский                                           | 1923—1944, с 1957 | нет | Сердало                                            |
| Чечено-Ингушская АССР                          | Ленинан некъ                                      | чеченский                                           | 1923—1944, с 1957 | Советская автономная Чечня (1923—1925) Serlo (1925—1934) | Даймохк                                            |
| Чувашская АССР                                 | Советская Чувашия                                 | русский                                             | с 1917            | Чебоксарская правда | Советская Чувашия                                  |
| Чувашская АССР                                 | Коммунизм ялавӗ                                   | чувашский                                           | с 1906            | Канаш Чӑваш коммунӗ | Хыпар                                              |
| Якутская АССР                                  | Социалистическая Якутия                           | русский                                             | с 1917            | Социал-демократ | Якутия                                             |
| Якутская АССР                                  | Кыым                                              | якутский                                            | с 1921            | Манчары | Кыым                                               |